# Bernard Van de Kerckhove
Bernard Van De Kerckhove (Moeskroen, 8 juli 1941 – 15 september 2015) was een Belgisch wielrenner.
Van De Kerckhove droeg de gele trui in de Ronde van Frankrijk 1965 toen hij in de Pyreneeënrit opgaf. Hij werd later organisator van de Driedaagse van De Panne-Koksijde.
Ook zat hij vooraan in de kopgroep van 3 bij de eerste Amstel Gold Race van 1966 samen met Jean Stablinski en Jan Hugens. Alledrie van de Ford France-Hutchinson ploeg, waarbij Stablinski uiteindelijk won.

## Belangrijkste overwinningen
1964
- 3e etappe deel a Dauphiné Libéré
- 3e etappe deel a Ronde van Frankrijk
- 8e etappe deel a Parijs-Nice

1965
- 2e etappe Ronde van Frankrijk
- Omloop der Vlaamse Ardennen Ichtegem

1966
- Stadsprijs Geraardsbergen

1967
- 2e etappe deel b Ronde van Luxemburg

## Resultaten in voornaamste wedstrijden
| Jaar | Ronde van Italië | Ronde van Frankrijk | Ronde van Spanje |
| ---- | ---------------- | ------------------- | ---------------- |
| 1964 |                  | 57e (1)             |                  |
| 1965 |                  | opgave (1)          |                  |
| 1966 |                  |                     |                  |
| 1967 |                  | buiten tijd         | 57e              |
| 1968 |                  |                     | opgave           |
| 1969 |                  |                     |                  |
| 1970 | opgave           |                     |                  |
| 1971 |                  |                     | opgave           |

| Jaar | Milaan-San Remo | Gent-Wevelgem | Ronde van Vlaanderen | Parijs-Roubaix | Amstel Gold Race | Parijs-Brussel | Kuurne-Brussel-Kuurne |  | WK op de weg |
| ---- | --------------- | ------------- | -------------------- | -------------- | ---------------- | -------------- | --------------------- |  | ------------ |
| 1964 | 64e             |               |                      | 19e            |                  |                |                       |  |              |
| 1965 |                 | Zilver        |                      | 18e            |                  | 11e            | ↑                     |  | 18e          |
| 1966 | 34e             | 10e           |                      | 11e            | ↑                | 8e             |                       |  |              |
| 1967 | 18e             | 14e           | 29e                  |                | 22e              |                |                       |  |              |
| 1968 | 22e             | 5e            | 8e                   |                | 10e              |                |                       |  |              |
| 1969 | 47e             |               | 5e                   |                | opgave           |                |                       |  |              |
| 1970 | 71e             | 15e           |                      |                |                  |                |                       |  |              |
| 1971 |                 |               | 32e                  |                |                  |                |                       |  |              |

Buysse ·
Collette ·
Coppens ·
Covens ·
De Breucker ·
Demaer ·
Demunster ·
Goossens ·
Janssens ·
Joosen ·
Lelangue · 
Maes ·
Scherens ·
Schreel ·
Scrayen ·
Seneca ·
Severeyns ·
Van D'Huynslager ·
Van De Kerckhove · 
Van Gompel ·
Van Huyck ·
Van Poucke ·
Van Steenbergen ·
Vanderveken ·
Wouters
Bosmans ·
Covens ·
De Boever ·
De Breucker ·
Decabooter ·
De Muynck ·
De Wilde ·
De Wolf ·
Deferm ·
Demaer ·
Demunster ·
Haelterman ·
Haleydt ·
Ivens ·
Janssens ·
Joosen ·
Lelangue · 
Lykke ·
Proost ·
Scherens ·
Schreel ·
Scrayen ·
Seneca ·
Severeyns ·
Seynaeve ·
Sterckx ·
Stevens ·
Storms ·
Van Aerde ·
Van Coningsloo (vanaf 28/03) ·
Van Damme ·
Van De Kerckhove · 
Van Den Bossche ·
Van Steenbergen ·
Vanderbist ·
Wouters
Baguet ·
Borremans ·
Bosmans ·
Covent ·
Decabooter ·
De Muynck ·
De Pauw ·
De Thaey ·
De Wolf ·
Deferm ·
Delvael ·
Denson ·
Derboven ·
Desmet ·
Lelangue ·
Lykke ·
Maes ·
Proost ·
Schroeders ·
Scrayen ·
Sels ·
Sorgeloos · 

Stevens ·
Van Aerde ·
Van Damme (tot 31/07) ·
Van De Kerckhove · 
Van Looy ·
Van Steenbergen ·
Van Vreckom ·
Vanderbist ·
Wouters
Baguet ·
Ballegeer ·
De Pauw ·
De Wolf ·
Decraeye ·
Delvael ·
Derboven ·
A. Desmet ·
H. Desmet ·
Himpe ·
Jaroszewicz ·
Lykke ·
Maes ·
Mathy ·
Merckx ·
Peelen ·
Planckaert ·
Schroeders ·
Scrayen ·
Sels ·
Seneca ·
Sercu ·
Severeyns ·
Sorgeloos · 
Staldeur ·
Stevens ·
Van Aerde ·
Van De Kerckhove · 
Van Looy ·
Van Steenbergen ·
Van Vreckom ·
Vandecaveye
Aimar · 
Annaert ·
Anquetil ·
Denson ·
Everaert ·
Graczyk ·
Grain ·
Hagmann ·
den Hartog ·
Hugens ·
Jiménez ·
Läuppi · 
Lemeteyer ·
Lute ·
Martin ·
Milesi ·
Novak ·
Quesne ·
Stablinski ·
Thiélin ·
Theillière ·
Van De Kerckhove ·
Wuillemin
Antheunis ·
Bailetti ·
Brands ·
Conti ·
De Rosso ·
Delocht ·
Desaymonet ·
Di Caterina ·
Farisato ·
Merckx ·
Mintjens ·
Opdebeeck ·
Re ·
Reybrouck ·
Scandelli ·
Scheers ·
Sercu ·
Soave ·
Spruyt ·
Stevens ·
Swerts ·
Van De Kerckhove ·
Van Den Bossche ·
Van Schil ·
Van Sweevelt ·
Vandenberghe ·
Vrijders
Baldan ·
Ballini ·
Fezzardi ·
Fusar Imperatore ·
Macchi ·
Passuello ·
Rota ·
Sercu ·
Sgarbozza ·
Soave ·
Van De Kerckhove
- Système universitaire de documentation: 078171628
- Virtual International Authority File: 316656681